# Corey LaJoie
Statistiques en NASCAR Cup Series
Dernière mise à jour : 30 novembre 2023 
Corey Daniel LaJoie, est un pilote automobile américain de NASCAR né le 25 septembre 1991 à Charlotte en Caroline du Nord aux États-Unis.
Il est le fils de Randy LaJoie, double champion en NASCAR Xfinity Series (1996 et 1997).

## Carrière
Il participe au programme complet du championnat de la NASCAR Cup Series depuis la saison 2019. Il y pilote depuis la saison 2021 la voiture Chevrolet Camaro ZL1 no 7 de l'écurie Spire Motorsports (en),.
Il participe également en programme partiel au championnat 2023 de NASCAR Truck Series au volant de la Chevrolet Silverado no 7 de la même écurie.
LaJoie a également été pilote de développement pour l'écurie Richard Petty Motorsports en 2013.

## Palmarès
| Légende  | Légende |
| -------- | --- |
| Gras     | Pole position décernée en fonction du temps réalisé en qualification.                                                                     |
| Italique | Pole position décernée en fonction des points au classement ou des temps aux essais.                                                      |
| *        | Plus grand nombre de tours menés. |
| 01       | Aucun point de championnat car inéligible pour le titre lors de cette saison (le pilote concourt pour le titre dans une autre catégorie). |
| DNQ      | Ne s'est pas qualifié. |

### NASCAR Cup Series
Au 30 novembre 2023, il a participé à 236 courses en huit saisons (2014, 2017-2023).
- Voiture en 2024 : Chevrolet Camaro ZL1 no 7
- Écurie : Spire Motorsports (en)
- Résultat saison 2023 : 25e[9]
- Meilleur classement en fin de saison : 25e en 2023
- 1re course : 2014, Sylvania 300 (New Hampshire)
- Dernière course : NASCAR Cup Series Championship Race de 2023 (à Phoenix)
- Première victoire : -
- Dernière victoire : -
- Victoire(s) : 0
- Top5 : 3
- Top10 : 8
- Pole position : 0

| Résultats en NASCAR Cup Series | Résultats en NASCAR Cup Series | Résultats en NASCAR Cup Series | Résultats en NASCAR Cup Series | Résultats en NASCAR Cup Series | Résultats en NASCAR Cup Series | Résultats en NASCAR Cup Series | Résultats en NASCAR Cup Series | Résultats en NASCAR Cup Series | Résultats en NASCAR Cup Series | Résultats en NASCAR Cup Series | Résultats en NASCAR Cup Series | Résultats en NASCAR Cup Series | Résultats en NASCAR Cup Series | Résultats en NASCAR Cup Series | Résultats en NASCAR Cup Series | Résultats en NASCAR Cup Series | Résultats en NASCAR Cup Series | Résultats en NASCAR Cup Series | Résultats en NASCAR Cup Series | Résultats en NASCAR Cup Series | Résultats en NASCAR Cup Series | Résultats en NASCAR Cup Series | Résultats en NASCAR Cup Series | Résultats en NASCAR Cup Series | Résultats en NASCAR Cup Series | Résultats en NASCAR Cup Series | Résultats en NASCAR Cup Series | Résultats en NASCAR Cup Series | Résultats en NASCAR Cup Series | Résultats en NASCAR Cup Series | Résultats en NASCAR Cup Series | Résultats en NASCAR Cup Series | Résultats en NASCAR Cup Series | Résultats en NASCAR Cup Series | Résultats en NASCAR Cup Series | Résultats en NASCAR Cup Series | Résultats en NASCAR Cup Series | Résultats en NASCAR Cup Series | Résultats en NASCAR Cup Series | Résultats en NASCAR Cup Series | Résultats en NASCAR Cup Series |
| ------------------------------ | ------------------------------ | ------------------------------ | ------------------------------ | ------------------------------ | ------------------------------ | ------------------------------ | ------------------------------ | ------------------------------ | ------------------------------ | ------------------------------ | ------------------------------ | ------------------------------ | ------------------------------ | ------------------------------ | ------------------------------ | ------------------------------ | ------------------------------ | ------------------------------ | ------------------------------ | ------------------------------ | ------------------------------ | ------------------------------ | ------------------------------ | ------------------------------ | ------------------------------ | ------------------------------ | ------------------------------ | ------------------------------ | ------------------------------ | ------------------------------ | ------------------------------ | ------------------------------ | ------------------------------ | ------------------------------ | ------------------------------ | ------------------------------ | ------------------------------ | ------------------------------ | ------------------------------ | ------------------------------ | ------------------------------ |
| Année                          | Équipe                         | No.                            | Constructeur                   | 1                              | 2                              | 3                              | 4                              | 5                              | 6                              | 7                              | 8                              | 9                              | 10                             | 11                             | 12                             | 13                             | 14                             | 15                             | 16                             | 17                             | 18                             | 19                             | 20                             | 21                             | 22                             | 23                             | 24                             | 25                             | 26                             | 27                             | 28                             | 29                             | 30                             | 31                             | 32                             | 33                             | 34                             | 35                             | 36                             | Clas.                          | Pts                            |
| 2014                           | Randy Humphrey Racing          | 77                             | Ford                           | DAY                            | PHO                            | LVS                            | BRI                            | CAL                            | MAR                            | TEX                            | DAR                            | RCH                            | TAL                            | KAN                            | CLT                            | DOV                            | POC                            | MCH                            | SON                            | KEN                            | DAY                            | NHA                            | IND                            | POC                            | GLN                            | MCH                            | BRI                            | ATL                            | RCH                            | CHI                            | NHA 41                         | DOV                            | KAN                            | CLT 35                         | TAL                            | MAR                            | TEX                            | PHO                            | HOM                            | 70e                            | 01                             |
| 2017                           | BK Racing (en)                 | 83                             | Toyota                         | DAY 24                         | ATL 34                         | LVS 39                         | PHO 38                         | CAL 30                         | MAR 28                         | TEX 32                         | BRI 24                         | RCH 32                         | TAL 27                         | KAN 27                         | CLT 32                         | DOV                            | POC 28                         | MCH 30                         | SON                            |                                |                                |                                |                                |                                |                                |                                | BRI 28                         |                                | RCH 29                         |                                |                                |                                |                                |                                |                                |                                |                                |                                |                                | 51e                            | 02                             |
| 2017                           | BK Racing (en)                 | 23                             | Toyota                         |                                |                                |                                |                                |                                |                                |                                |                                |                                |                                |                                |                                |                                |                                |                                |                                | DAY 11                         | KEN                            | NHA 31                         | IND 40                         | POC 25                         | GLN 33                         | MCH 31                         |                                | DAR 28                         |                                | CHI 36                         | NHA 27                         | DOV 34                         | CLT 28                         | TAL                            | KAN 27                         | MAR 33                         | TEX 39                         | PHO 31                         | HOM 31                         | 51e                            | 02                             |
| 2018                           | TriStar Motorsports (en)       | 72                             | Chevrolet                      | DAY 40                         | ATL                            | LVS                            | PHO 37                         | CAL                            | MAR                            | TEX                            | BRI 25                         | RCH                            | TAL                            | DOV 38                         | KAN 24                         | CLT 26                         | POC                            | MCH 27                         | SON                            | CHI 34                         | DAY 31                         | KEN 31                         | NHA 27                         | POC 39                         | GLN                            | MCH 40                         | BRI 34                         | DAR 27                         | IND 27                         | LVS 16                         | RCH 32                         | ROV                            | DOV 30                         | TAL 32                         | KAN 34                         | MAR                            | TEX 40                         | PHO                            | HOM 34                         | 34e                            | 144                            |
| 2019                           | Go Fas Racing (en)             | 32                             | Ford                           | DAY 18                         | ATL 29                         | LVS 27                         | PHO 26                         | CAL 31                         | MAR 33                         | TEX 28                         | BRI 34                         | RCH 26                         | TAL 11                         | DOV 29                         | KAN 22                         | CLT 12                         | POC 36                         | MCH 23                         | SON 32                         | CHI 30                         | DAY 6                          | KEN 28                         | NHA 23                         | POC 26                         | GLN 34                         | MCH 21                         | BRI 24                         | DAR 36                         | IND 19                         | LVS 28                         | RCH 29                         | ROV 27                         | DOV 28                         | TAL 7                          | KAN 28                         | MAR 18                         | TEX 38                         | PHO 35                         | HOM 31                         | 29e                            | 401                            |
| 2020                           | Go Fas Racing (en)             | 32                             | Ford                           | DAY 8                          | LVS 16                         | CAL 29                         | PHO 27                         | DAR 31                         | DAR 24                         | CLT 23                         | CLT 19                         | BRI 32                         | ATL 27                         | MAR 18                         | HOM 29                         | TAL 16                         | POC 23                         | POC 21                         | IND 39                         | KEN 28                         | TEX 16                         | KAN 21                         | NHA 35                         | MCH 22                         | MCH 22                         | DRC 32                         | DOV 29                         | DOV 23                         | DAY 21                         | DAR 37                         | RCH 27                         | BRI 33                         | LVS 27                         | TAL 28                         | ROV 27                         | KAN 23                         | TEX 25                         | MAR 25                         | PHO 38                         | 30e                            | 408                            |
| 2021                           | Spire Motorsports (en)         | 7                              | Chevrolet                      | DAY 9                          | DRC 31                         | HOM 36                         | LVS 37                         | PHO 27                         | ATL 29                         | BRD 38                         | MAR 37                         | RCH 21                         | TAL 22                         | KAN 27                         | DAR 22                         | DOV 26                         | COA 20                         | CLT 19                         | SON 18                         | NSH 15                         | POC 36                         | POC 23                         | ROA 21                         | ATL 22                         | NHA 23                         | GLN 24                         | IRC 16                         | MCH                            | DAY 16                         | DAR 15                         | RCH 29                         | BRI 26                         | LVS 30                         | TAL 22                         | ROV 35                         | TEX 20                         | KAN 25                         | MAR 21                         | PHO 32                         | 29e                            | 448                            |
| 2022                           | Spire Motorsports (en)         | 7                              | Chevrolet                      | DAY 14                         | CAL 28                         | LVS 15                         | PHO 36                         | ATL 5                          | COA 36                         | RCH 31                         | MAR 32                         | BRD 19                         | TAL 14                         | DOV 18                         | DAR 35                         | KAN 19                         | CLT 35                         | GTW 36                         | SON 34                         | NSH 20                         | ROA 34                         | ATL 21                         | NHA 32                         | POC 19                         | IRC 18                         | MCH 19                         | RCH 28                         | GLN 27                         | DAY 30                         | DAR 24                         | KAN 33                         | BRI 15                         | TEX 14                         | TAL 35                         | ROV 12                         | LVS 24                         | HOM 23                         | MAR 21                         | PHO 18                         | 31e                            | 466                            |
| 2023                           | Spire Motorsports (en)         | 7                              | Chevrolet                      | DAY 16                         | CAL 14                         | LVS 20                         | PHO 26                         | ATL 4                          | COA 11                         | RCH 21                         | BRD 30                         | MAR 26                         | TAL 25                         | DOV 14                         | KAN 20                         | DAR 24                         | CLT 17                         |                                | SON 20                         | NSH 20                         | CSC 14                         | ATL 31                         | NHA 33                         | POC 27                         | RCH 32                         | MCH 15                         | IRC 29                         | GLN 20                         | DAY 10                         | DAR 22                         | KAN 22                         | BRI 25                         | TEX 26                         | TAL 4                          | ROV 17                         | LVS 19                         | HOM 20                         | MAR 22                         | PHO 31                         | 25e                            | 603                            |
| 2023                           | Hendrick Motorsports           | 9                              | Chevrolet                      |                                |                                |                                |                                |                                |                                |                                |                                |                                |                                |                                |                                |                                |                                | GTW 21                         |                                |                                |                                |                                |                                |                                |                                |                                |                                |                                |                                |                                |                                |                                |                                |                                |                                |                                |                                |                                |                                | 25e                            | 603                            |
| 2024                           | Spire Motorsports (en)         | 7                              | Chevrolet                      | DAY                            | ATL                            | LVS                            | PHO                            | BRI                            | COA                            | RCH                            | MAR                            | TEX                            | TAL                            | DOV                            | KAN                            | DAR                            | CLT                            | GTW                            | SON                            | IOW                            | NHA                            | NSH                            | CSC                            | POC                            | IND                            | RCH                            | MCH                            | DAY                            | DAR                            | ATL                            | GLN                            | BRI                            | KAN                            | TAL                            | ROV                            | LVS                            | HOM                            | MAR                            | PHO                            | -*                             | -*                             |
| Résultats au Daytona 500 | Résultats au Daytona 500 | Résultats au Daytona 500 | Résultats au Daytona 500 | Résultats au Daytona 500 |
| ------------------------ | ------------------------ | ------------------------ | ------------------------ | ------------------------ |
| Année                    | L'équipe                 | Fabricant                | Position au              | Position au              |
| Année                    | L'équipe                 | Fabricant                | Départ                   | Arrivée                  |
| 2017                     | BK Racing                | Toyota                   | 31                       | 24                       |
| 2018                     | TriStar Motorsports      | Chevrolet                | 32                       | 40                       |
| 2019                     | Go Fas Racing            | Ford                     | 32                       | 18                       |
| 2020                     | Go Fas Racing            | Ford                     | 36                       | 8                        |
| 2021                     | Spire Motorsports        | Chevrolet                | 16                       | 9                        |
| 2022                     | Spire Motorsports        | Chevrolet                | 24                       | 14                       |
| 2023                     | Spire Motorsports        | Chevrolet                | 12                       | 16                       |

### NASCAR Xfinity Series
Au 30 novembre 2023, il a participé à 22 courses réparties sur 4 saisons (2013, 2013, 2016 et 2017) :
- Dernière saison : Voiture Toyota no 24 de la JGL Racing en 2017
- Résultat dernière saison : 58e en 2017
- Meilleur classement en fin de saison : 31e en 2016
- Première course : 2013, Ford EcoBoost 300 (à Homestead)
- Dernière course : 2017, Ford EcoBoost 300 (à Homestead)
- Première victoire : -
- Dernière victoire : -
- Victoire(s) : 0
- Top5 : 0
- Top10 : 2
- Pole position : 0

| Résultats en NASCAR Xfinity Series | Résultats en NASCAR Xfinity Series | Résultats en NASCAR Xfinity Series | Résultats en NASCAR Xfinity Series | Résultats en NASCAR Xfinity Series | Résultats en NASCAR Xfinity Series | Résultats en NASCAR Xfinity Series | Résultats en NASCAR Xfinity Series | Résultats en NASCAR Xfinity Series | Résultats en NASCAR Xfinity Series | Résultats en NASCAR Xfinity Series | Résultats en NASCAR Xfinity Series | Résultats en NASCAR Xfinity Series | Résultats en NASCAR Xfinity Series | Résultats en NASCAR Xfinity Series | Résultats en NASCAR Xfinity Series | Résultats en NASCAR Xfinity Series | Résultats en NASCAR Xfinity Series | Résultats en NASCAR Xfinity Series | Résultats en NASCAR Xfinity Series | Résultats en NASCAR Xfinity Series | Résultats en NASCAR Xfinity Series | Résultats en NASCAR Xfinity Series | Résultats en NASCAR Xfinity Series | Résultats en NASCAR Xfinity Series | Résultats en NASCAR Xfinity Series | Résultats en NASCAR Xfinity Series | Résultats en NASCAR Xfinity Series | Résultats en NASCAR Xfinity Series | Résultats en NASCAR Xfinity Series | Résultats en NASCAR Xfinity Series | Résultats en NASCAR Xfinity Series | Résultats en NASCAR Xfinity Series | Résultats en NASCAR Xfinity Series | Résultats en NASCAR Xfinity Series | Résultats en NASCAR Xfinity Series | Résultats en NASCAR Xfinity Series | Résultats en NASCAR Xfinity Series | Résultats en NASCAR Xfinity Series |
| ---------------------------------- | ---------------------------------- | ---------------------------------- | ---------------------------------- | ---------------------------------- | ---------------------------------- | ---------------------------------- | ---------------------------------- | ---------------------------------- | ---------------------------------- | ---------------------------------- | ---------------------------------- | ---------------------------------- | ---------------------------------- | ---------------------------------- | ---------------------------------- | ---------------------------------- | ---------------------------------- | ---------------------------------- | ---------------------------------- | ---------------------------------- | ---------------------------------- | ---------------------------------- | ---------------------------------- | ---------------------------------- | ---------------------------------- | ---------------------------------- | ---------------------------------- | ---------------------------------- | ---------------------------------- | ---------------------------------- | ---------------------------------- | ---------------------------------- | ---------------------------------- | ---------------------------------- | ---------------------------------- | ---------------------------------- | ---------------------------------- | ---------------------------------- |
| Année                              | Équipe                             | No.                                | Constructeur                       | 1                                  | 2                                  | 3                                  | 4                                  | 5                                  | 6                                  | 7                                  | 8                                  | 9                                  | 10                                 | 11                                 | 12                                 | 13                                 | 14                                 | 15                                 | 16                                 | 17                                 | 18                                 | 19                                 | 20                                 | 21                                 | 22                                 | 23                                 | 24                                 | 25                                 | 26                                 | 27                                 | 28                                 | 29                                 | 30                                 | 31                                 | 32                                 | 33                                 | Clas.                              | Pts                                |
| 2013                               | Richard Petty Motorsports          | 9                                  | Ford                               | DAY                                | PHO                                | LVS                                | BRI                                | CAL                                | TEX                                | RCH                                | TAL                                | DAR                                | CLT                                | DOV                                | IOW                                | MCH                                | ROA                                | KEN                                | DAY                                | NHA                                | CHI                                | IND                                | IOW                                | GLN                                | MOH                                | BRI                                | ATL                                | RCH                                | CHI                                | KEN                                | DOV                                | KAN                                | CLT                                | TEX                                | PHO                                | HOM 34                             | 84e                                | 10                                 |
| 2014                               | Biagi-DenBeste Racing              | 98                                 | Ford                               | DAY                                | PHO                                | LVS                                | BRI                                | CAL                                | TEX                                | DAR                                | RCH                                | TAL                                | IOW                                | CLT                                | DOV                                | MCH                                | ROA                                | KEN 16                             | DAY                                | NHA                                | CHI                                | IND                                | IOW                                | GLN                                | MOH                                | BRI                                | ATL                                | RCH                                | CHI                                | KEN                                | DOV                                | KAN 26                             | CLT 24                             | TEX 32                             | PHO                                | HOM 37                             | 106e                               | 01                                 |
| 2016                               | GL Racing                          | 24                                 | Toyota                             | DAY                                | ATL 23                             | LVS 19                             | PHO                                | CAL 18                             | TEX                                | BRI                                | RCH                                | TAL                                | DOV                                | CLT                                | POC                                | MCH                                | IOW                                | DAY 30                             | KEN                                | NHA 37                             | IND                                | IOW                                | GLN                                | MOH                                | BRI 10                             | ROA                                | DAR                                | RCH                                | CHI                                | KEN                                | DOV 6                              | CLT                                | KAN                                | TEX 23                             | PHO 33                             | HOM 35                             | 31e                                | 177                                |
| 2017                               | GL Racing                          | 24                                 | Toyota                             | DAY                                | ATL 16                             | LVS                                | PHO                                | CAL 18                             | TEX                                | BRI                                | RCH                                | TAL                                | CLT                                | DOV                                | POC                                | MCH                                | IOW                                | DAY                                | KEN                                | NHA                                | IND                                | IOW                                | GLN                                | MOH                                | BRI                                | ROA                                | DAR                                | RCH                                | CHI                                | KEN                                | DOV 15                             | CLT 17                             | KAN                                | TEX                                | PHO 22                             | HOM 15                             | 58e                                | 232                                |

### NASCAR Truck Series
Au 30 novembre 2023, il a participé à 4 courses réparties sur 2 saisons (2014, 2023) :
- Dernière saison : Voiture Chevrolet no 7 de la Spire Motorsports en 2023
- Résultat dernière saison : 106e en 2023
- Meilleur classement en fin de saison : 48e en 2014
- Première course : 2014, UNOH 225 (au Kentucky)
- Dernière course : 2023, NextEra Energy 250 (à Daytona)
- Première victoire : -
- Dernière victoire : -
- Victoire(s) : 0
- Top5 : 0
- Top10 : 1
- Pole position : 0

| Résultats en NASCAR Camping World Truck Series | Résultats en NASCAR Camping World Truck Series | Résultats en NASCAR Camping World Truck Series | Résultats en NASCAR Camping World Truck Series | Résultats en NASCAR Camping World Truck Series | Résultats en NASCAR Camping World Truck Series | Résultats en NASCAR Camping World Truck Series | Résultats en NASCAR Camping World Truck Series | Résultats en NASCAR Camping World Truck Series | Résultats en NASCAR Camping World Truck Series | Résultats en NASCAR Camping World Truck Series | Résultats en NASCAR Camping World Truck Series | Résultats en NASCAR Camping World Truck Series | Résultats en NASCAR Camping World Truck Series | Résultats en NASCAR Camping World Truck Series | Résultats en NASCAR Camping World Truck Series | Résultats en NASCAR Camping World Truck Series | Résultats en NASCAR Camping World Truck Series | Résultats en NASCAR Camping World Truck Series | Résultats en NASCAR Camping World Truck Series | Résultats en NASCAR Camping World Truck Series | Résultats en NASCAR Camping World Truck Series | Résultats en NASCAR Camping World Truck Series | Résultats en NASCAR Camping World Truck Series | Résultats en NASCAR Camping World Truck Series | Résultats en NASCAR Camping World Truck Series | Résultats en NASCAR Camping World Truck Series | Résultats en NASCAR Camping World Truck Series | Résultats en NASCAR Camping World Truck Series |
| ---------------------------------------------- | ---------------------------------------------- | ---------------------------------------------- | ---------------------------------------------- | ---------------------------------------------- | ---------------------------------------------- | ---------------------------------------------- | ---------------------------------------------- | ---------------------------------------------- | ---------------------------------------------- | ---------------------------------------------- | ---------------------------------------------- | ---------------------------------------------- | ---------------------------------------------- | ---------------------------------------------- | ---------------------------------------------- | ---------------------------------------------- | ---------------------------------------------- | ---------------------------------------------- | ---------------------------------------------- | ---------------------------------------------- | ---------------------------------------------- | ---------------------------------------------- | ---------------------------------------------- | ---------------------------------------------- | ---------------------------------------------- | ---------------------------------------------- | ---------------------------------------------- | ---------------------------------------------- |
| Année                                          | Équipe                                         | No.                                            | Constructeur                                   | 1                                              | 2                                              | 3                                              | 4                                              | 5                                              | 6                                              | 7                                              | 8                                              | 9                                              | 10                                             | 11                                             | 12                                             | 13                                             | 14                                             | 15                                             | 16                                             | 17                                             | 18                                             | 19                                             | 20                                             | 21                                             | 22                                             | 23                                             | Clas.                                          | Pts                                            |
| 2014                                           | RBR Enterprises                                | 92                                             | Ford                                           | DAY                                            | MAR                                            | KAN                                            | CLT                                            | DOV                                            | TEX                                            | GTW                                            | KEN 17                                         | IOW                                            | ELD                                            | POC                                            | MCH                                            | BRI 10                                         | MSP                                            | CHI                                            | NHA                                            | LVS                                            | TAL                                            | MAR                                            | TEX                                            | PHO                                            | HOM                                            |                                                | 48e                                            | 61                                             |
| 2023                                           | Spire Motorsports                              | 7                                              | Chevrolet                                      | DAY 23*                                        | LVS                                            | ATL                                            | COA                                            | TEX                                            | BRD                                            | MAR                                            | KAN                                            | DAR 16                                         | NWS                                            | CLT                                            | GTW                                            | NSH                                            | MOH                                            | POC                                            | RCH                                            | IRP                                            | MLW                                            | KAN                                            | BRI                                            | TAL                                            | HOM                                            | PHO                                            | 106e                                           | 01                                             |

### NASCAR K&N Pro Series East
| Résultats en NASCAR K&N Pro Series East | Résultats en NASCAR K&N Pro Series East | Résultats en NASCAR K&N Pro Series East | Résultats en NASCAR K&N Pro Series East | Résultats en NASCAR K&N Pro Series East | Résultats en NASCAR K&N Pro Series East | Résultats en NASCAR K&N Pro Series East | Résultats en NASCAR K&N Pro Series East | Résultats en NASCAR K&N Pro Series East | Résultats en NASCAR K&N Pro Series East | Résultats en NASCAR K&N Pro Series East | Résultats en NASCAR K&N Pro Series East | Résultats en NASCAR K&N Pro Series East | Résultats en NASCAR K&N Pro Series East | Résultats en NASCAR K&N Pro Series East | Résultats en NASCAR K&N Pro Series East | Résultats en NASCAR K&N Pro Series East | Résultats en NASCAR K&N Pro Series East | Résultats en NASCAR K&N Pro Series East | Résultats en NASCAR K&N Pro Series East |
| --------------------------------------- | --------------------------------------- | --------------------------------------- | --------------------------------------- | --------------------------------------- | --------------------------------------- | --------------------------------------- | --------------------------------------- | --------------------------------------- | --------------------------------------- | --------------------------------------- | --------------------------------------- | --------------------------------------- | --------------------------------------- | --------------------------------------- | --------------------------------------- | --------------------------------------- | --------------------------------------- | --------------------------------------- | --------------------------------------- |
| Année                                   | Équipe                                  | No.                                     | Constructeur                            | 1                                       | 2                                       | 3                                       | 4                                       | 5                                       | 6                                       | 7                                       | 8                                       | 9                                       | 10                                      | 11                                      | 12                                      | 13                                      | 14                                      | Clas.                                   | Pts                                     |
| 2009                                    | Randy LaJoie Racing                     | 07                                      | Ford                                    | GRE                                     | TRI                                     | IOW                                     | SBO                                     | GLN                                     | NHA                                     | TMP 19                                  | ADI                                     | LRP                                     |                                         | DOV 3                                   |                                         |                                         |                                         | 34e                                     | 341                                     |
| 2009                                    | Marsh Racing                            | 36                                      | Chevrolet                               |                                         |                                         |                                         |                                         |                                         |                                         |                                         |                                         |                                         | NHA 31                                  |                                         |                                         |                                         |                                         | 34e                                     | 341                                     |
| 2010                                    | Randy LaJoie Racing                     | 07                                      | Ford                                    | GRE DNQ                                 | SBO                                     |                                         |                                         | NHA 8                                   | LRP                                     | LEE                                     | JFC                                     | NHA 13                                  | DOV 2                                   |                                         |                                         |                                         |                                         | 21e                                     | 668                                     |
| 2010                                    | Randy LaJoie Racing                     | 70                                      | Ford                                    |                                         |                                         | IOW 4                                   | MAR                                     |                                         |                                         |                                         |                                         |                                         |                                         |                                         |                                         |                                         |                                         | 21e                                     | 668                                     |
| 2011                                    | Randy LaJoie Racing                     | 07                                      | Ford                                    | GRE 20                                  | SBO 29                                  | RCH 3                                   |                                         | BGS 2                                   |                                         | LGY 8                                   |                                         | COL 17                                  | GRE 13                                  |                                         |                                         |                                         |                                         | 8e                                      | 1548                                    |
| 2011                                    | Randy LaJoie Racing                     | 07                                      | Dodge                                   |                                         |                                         |                                         | IOW 20                                  |                                         | JFC 5                                   |                                         | NHA 3                                   |                                         |                                         | NHA 6                                   | DOV 30                                  |                                         |                                         | 8e                                      | 1548                                    |
| 2012                                    | Randy LaJoie Racing                     | 07                                      | Ford                                    | BRI 22                                  | GRE 2                                   | RCH 3                                   | IOW 14                                  | BGS 1*                                  | JFC 4                                   | LGY 1                                   | CNB 23                                  | COL 17                                  | IOW 1*                                  | NHA 2                                   |                                         | GRE 1                                   |                                         | 2e                                      | 522                                     |
| 2012                                    | Randy LaJoie Racing                     | 07                                      | Toyota                                  |                                         |                                         |                                         |                                         |                                         |                                         |                                         |                                         |                                         |                                         |                                         | DOV 1                                   |                                         | CAR 2                                   | 2e                                      | 522                                     |
| 2013                                    | Randy LaJoie Racing                     | 07                                      | Ford                                    | BRI                                     | GRE                                     | FIF                                     | RCH 31                                  |                                         |                                         |                                         |                                         |                                         |                                         |                                         |                                         |                                         |                                         | 54e                                     | 35                                      |
| 2013                                    | Spraker Racing                          | 37                                      | Chevrolet                               |                                         |                                         |                                         |                                         | BGS 22                                  | IOW                                     | LGY                                     | COL                                     | IOW                                     | VIR                                     | GRE                                     | NHA                                     | DOV                                     | RAL                                     | 54e                                     | 35                                      |
| 2015                                    | Precision Performance Motorsports       | 12                                      | Toyota                                  | NSM                                     | GRE                                     | BRI                                     | IOW                                     | BGS                                     | LGY                                     | COL                                     | NHA                                     | IOW                                     | GLN                                     | MOT                                     | VIR                                     | RCH                                     | DOV 7                                   | 44e                                     | 37                                      |
| 2016                                    | Ranier Racing with MDM                  | 41                                      | Chevrolet                               | NSM                                     | MOB                                     | GRE                                     | BRI                                     | VIR                                     | DOM                                     | STA                                     | COL                                     | NHA 1                                   | IOW                                     | GLN                                     | GRE                                     | NJM                                     | DOV                                     | 43e                                     | 47                                      |

### NASCAR Whelen Modified Tour
| Résultats en NASCAR Whelen Modified Tour | Résultats en NASCAR Whelen Modified Tour | Résultats en NASCAR Whelen Modified Tour | Résultats en NASCAR Whelen Modified Tour | Résultats en NASCAR Whelen Modified Tour | Résultats en NASCAR Whelen Modified Tour | Résultats en NASCAR Whelen Modified Tour | Résultats en NASCAR Whelen Modified Tour | Résultats en NASCAR Whelen Modified Tour | Résultats en NASCAR Whelen Modified Tour | Résultats en NASCAR Whelen Modified Tour | Résultats en NASCAR Whelen Modified Tour | Résultats en NASCAR Whelen Modified Tour | Résultats en NASCAR Whelen Modified Tour | Résultats en NASCAR Whelen Modified Tour | Résultats en NASCAR Whelen Modified Tour | Résultats en NASCAR Whelen Modified Tour | Résultats en NASCAR Whelen Modified Tour | Résultats en NASCAR Whelen Modified Tour | Résultats en NASCAR Whelen Modified Tour | Résultats en NASCAR Whelen Modified Tour | Résultats en NASCAR Whelen Modified Tour |
| ---------------------------------------- | ---------------------------------------- | ---------------------------------------- | ---------------------------------------- | ---------------------------------------- | ---------------------------------------- | ---------------------------------------- | ---------------------------------------- | ---------------------------------------- | ---------------------------------------- | ---------------------------------------- | ---------------------------------------- | ---------------------------------------- | ---------------------------------------- | ---------------------------------------- | ---------------------------------------- | ---------------------------------------- | ---------------------------------------- | ---------------------------------------- | ---------------------------------------- | ---------------------------------------- | ---------------------------------------- |
| Année                                    | Équipe                                   | No.                                      | Constructeur                             | 1                                        | 2                                        | 3                                        | 4                                        | 5                                        | 6                                        | 7                                        | 8                                        | 9                                        | 10                                       | 11                                       | 12                                       | 13                                       | 14                                       | 15                                       | 16                                       | Clas.                                    | Pts                                      |
| 2012                                     | Randy LaJoie Racing                      | 17                                       | Chevrolet                                | TMP                                      | STA 27                                   | MON                                      | STA                                      | WAT                                      | NHA                                      | STA                                      | TMP                                      | BRI                                      | TMP                                      | RIV                                      | NHA                                      | STA                                      | TMP                                      |                                          |                                          | 51e                                      | 17                                       |
| 2015                                     | Rob Fuller Motorsports                   | 15                                       | Chevrolet                                | TMP 28                                   | STA                                      | WAT                                      | STA                                      | TMP 14                                   | RIV                                      | NHA                                      | MON                                      | STA                                      | TMP                                      | BRI                                      | RIV                                      | NHA                                      | STA                                      | TMP                                      |                                          | 45e                                      | 46                                       |
| 2022                                     | Michelle Davini                          | 17                                       | Chevrolet                                | NSM                                      | RCH                                      | RIV                                      | LEE                                      | JEN                                      | MND                                      | RIV                                      | WAL                                      | NHA 9                                    | CLM                                      | TMP                                      | LGY                                      | OSW                                      | RIV                                      | TMP                                      |                                          | 41e                                      | 83                                       |
| 2022                                     | Mike Curb                                | 53                                       | Chevrolet                                |                                          |                                          |                                          |                                          |                                          |                                          |                                          |                                          |                                          |                                          |                                          |                                          |                                          |                                          |                                          | MAR 1*                                   | 41e                                      | 83                                       |

### NASCAR Whelen Southern Modified Tour
| Résultats en NASCAR Whelen Southern Modified Tour | Résultats en NASCAR Whelen Southern Modified Tour | Résultats en NASCAR Whelen Southern Modified Tour | Résultats en NASCAR Whelen Southern Modified Tour | Résultats en NASCAR Whelen Southern Modified Tour | Résultats en NASCAR Whelen Southern Modified Tour | Résultats en NASCAR Whelen Southern Modified Tour | Résultats en NASCAR Whelen Southern Modified Tour | Résultats en NASCAR Whelen Southern Modified Tour | Résultats en NASCAR Whelen Southern Modified Tour | Résultats en NASCAR Whelen Southern Modified Tour | Résultats en NASCAR Whelen Southern Modified Tour | Résultats en NASCAR Whelen Southern Modified Tour | Résultats en NASCAR Whelen Southern Modified Tour | Résultats en NASCAR Whelen Southern Modified Tour | Résultats en NASCAR Whelen Southern Modified Tour | Résultats en NASCAR Whelen Southern Modified Tour | Résultats en NASCAR Whelen Southern Modified Tour | Résultats en NASCAR Whelen Southern Modified Tour | Résultats en NASCAR Whelen Southern Modified Tour |
| ------------------------------------------------- | ------------------------------------------------- | ------------------------------------------------- | ------------------------------------------------- | ------------------------------------------------- | ------------------------------------------------- | ------------------------------------------------- | ------------------------------------------------- | ------------------------------------------------- | ------------------------------------------------- | ------------------------------------------------- | ------------------------------------------------- | ------------------------------------------------- | ------------------------------------------------- | ------------------------------------------------- | ------------------------------------------------- | ------------------------------------------------- | ------------------------------------------------- | ------------------------------------------------- | ------------------------------------------------- |
| Année                                             | Équipe                                            | No.                                               | Constructeur                                      | 1                                                 | 2                                                 | 3                                                 | 4                                                 | 5                                                 | 6                                                 | 7                                                 | 8                                                 | 9                                                 | 10                                                | 11                                                | 12                                                | 13                                                | 14                                                | Clas.                                             | Pts                                               |
| 2010                                              | Roger Hill                                        | 19                                                | Pontiac                                           | ATL 1                                             | CRW                                               | SBO                                               | CRW                                               | BGS                                               | BRI                                               | CRW                                               | LGY                                               | TRI                                               | CLT                                               |                                                   |                                                   |                                                   |                                                   | 28e                                               | 185                                               |
| 2011                                              | Glenn Ryerson                                     | 71                                                | Chevrolet                                         | CRW                                               | HCY                                               | SBO                                               | CRW                                               | CRW 6                                             | BGS                                               | BRI 9                                             | CRW                                               | LGY                                               | THO                                               | TRI                                               | CRW                                               | CLT                                               | CRW                                               | 26e                                               | 288                                               |
| 2012                                              | Randy LaJoie Racing                               | 17                                                | Chevrolet                                         | CRW                                               | CRW                                               | SBO                                               | CRW 21                                            | CRW                                               | BGS                                               | BRI                                               |                                                   |                                                   |                                                   |                                                   |                                                   |                                                   |                                                   | 30e                                               | 57                                                |
| 2012                                              | Phillip Smith                                     | 1                                                 | Ford                                              |                                                   |                                                   |                                                   |                                                   |                                                   |                                                   |                                                   | LGY 12*                                           | THO                                               | CRW                                               | CLT                                               |                                                   |                                                   |                                                   | 30e                                               | 57                                                |

### ARCA MENARDS Series
Au 30 novembre 2023, il a participé à 7 courses sur 3 saisons (2009, 2013) :
- Résultat saison 2009 : 73e en 2009
- Dernière saison : Voiture Ford no 17 de la Randy LaJoie Racing en 2013
- Meilleur classement en fin de saison : 22e en 2013
- Première course : 2009, Pepsi Full Fender Frenzy 100 (à Thompson)
- Dernière course : 2023, General Tire 100 at The Glen (à Watkins Glen)
- Première victoire : 2012, NASCAR Hall of Fame 150 (à Bowman Gray)
- Dernière victoire : 2016, United Site Services 70 (à Loudon)
- Victoire(s) : 3
- Top5 : 4
- Top10 : 4
- Pole position : 1

| Résultats en ARCA Racing Series | Résultats en ARCA Racing Series | Résultats en ARCA Racing Series | Résultats en ARCA Racing Series | Résultats en ARCA Racing Series | Résultats en ARCA Racing Series | Résultats en ARCA Racing Series | Résultats en ARCA Racing Series | Résultats en ARCA Racing Series | Résultats en ARCA Racing Series | Résultats en ARCA Racing Series | Résultats en ARCA Racing Series | Résultats en ARCA Racing Series | Résultats en ARCA Racing Series | Résultats en ARCA Racing Series | Résultats en ARCA Racing Series | Résultats en ARCA Racing Series | Résultats en ARCA Racing Series | Résultats en ARCA Racing Series | Résultats en ARCA Racing Series | Résultats en ARCA Racing Series | Résultats en ARCA Racing Series | Résultats en ARCA Racing Series | Résultats en ARCA Racing Series | Résultats en ARCA Racing Series | Résultats en ARCA Racing Series | Résultats en ARCA Racing Series |
| ------------------------------- | ------------------------------- | ------------------------------- | ------------------------------- | ------------------------------- | ------------------------------- | ------------------------------- | ------------------------------- | ------------------------------- | ------------------------------- | ------------------------------- | ------------------------------- | ------------------------------- | ------------------------------- | ------------------------------- | ------------------------------- | ------------------------------- | ------------------------------- | ------------------------------- | ------------------------------- | ------------------------------- | ------------------------------- | ------------------------------- | ------------------------------- | ------------------------------- | ------------------------------- | ------------------------------- |
| Année                           | Équipe                          | No.                             | Constructeur                    | 1                               | 2                               | 3                               | 4                               | 5                               | 6                               | 7                               | 8                               | 9                               | 10                              | 11                              | 12                              | 13                              | 14                              | 15                              | 16                              | 17                              | 18                              | 19                              | 20                              | 21                              | Clas.                           | Pts                             |
| 2009                            | Kevin Harvick Inc.              | 33                              | Chevrolet                       | DAY                             | SLM                             | CAR                             | TAL                             | KEN                             | TOL                             | POC                             | MCH                             | MFD                             | IOW                             | KEN                             | BLN                             | POC                             | ISF                             | CHI                             | TOL                             | DSF                             | NJE                             | SLM                             | KAN                             | CAR 23                          | 73e                             | 365                             |
| 2013                            | Randy LaJoie Racing             | 17                              | Ford                            | DAY                             | MOB                             | SLM                             | TAL                             | TOL                             | ELK                             | POC                             | MCH                             | ROA                             | WIN                             | CHI 1                           | NJE                             | POC 1                           | BLN                             | ISF                             | MAD                             | DSF                             | IOW 4                           | SLM                             | KEN 1*                          | KAN 25                          | 22e                             | 1295                            |

## Vie privée
LaJoie est chrétien. Son père, Randy LaJoie, a été champion à deux reprises de la NASCAR Xfinity Series soit en 1996 et 1997.
LaJoie a été invité du podcast Sunday Money de la Motor Racing Network (en) présenté par Daryl Motte et Lauren Foxsur, LaJoie ayant été camarades de lycée avec Fox. En 2021, LaJoie a créé son propre podcast Stacking Pennies sur NASCAR.com.

## Référence
1. ↑  (en-US) « Corey LaJoie: 2021 Net Worth, Salary, and Endorsements », sur EssentiallySports (consulté le 14 mai 2023)
2. ↑  Gautier Calmels, « Top 75 NASCAR : Randy LaJoie », sur AutoHebdo, 13 avril 2023 (consulté le 14 mai 2023).
3. ↑  (en-US) « Corey LaJoie joins Go Fas Racing for 2019 », 20 décembre 2018 (consulté le 14 mai 2023).
4. ↑  (en-US) « Corey LaJoie will 'anchor' Spire Motorsports' Cup organization », sur www.motorsport.com, 1er décembre 2020 (consulté le 14 mai 2023).
5. ↑  (en-US) « 7 Corey LaJoie », sur nascar.com, 2023 (consulté le 14 mai 2023).
6. ↑  (en-US) Toby Christie, « Schluter Systems Returns to Sponsor Corey LaJoie, Spire Motorsports in NASCAR Cup and Truck Series in 2023 », sur TobyChristie.com, 11 février 2023 (consulté le 14 mai 2023).
7. ↑  (en-US) Chris Estrada, « Strong NASCAR prospects join Petty development program », sur MotorSportsTalk | NBC Sports, 2 juin 2013 (consulté le 14 mai 2023).
8. 1 2 3 4  (en-US) « Driver », sur Racing-Reference (consulté le 30 novembre 2023).
9. ↑  (en-US) « Standings », sur Racing-Reference (consulté le 13 mars 2023).
10. ↑  (en-US) Jeff Gluck, « 12 Questions with Corey LaJoie (2019) », sur JeffGluck.com, 2 avril 2019 (consulté le 30 novembre 2023).
11. ↑  (en-US) « Randy LaJoie's crusade to keep grassroots racers safe », sur NBC Sports, 1er mai 2019 (consulté le 30 novembre 2023).
12. ↑  (en-US) « INSIGHT: How LaJoie found his voice in podcasting », sur RACER, 8 octobre 2019 (consulté le 30 novembre 2023).
13. ↑  (en-US) « Introducing 'Stacking Pennies,' a new Corey LaJoie podcast », sur Dover International Speedway, 9 février 2021 (consulté le 6 juillet 2021).